# 카를로스 곤

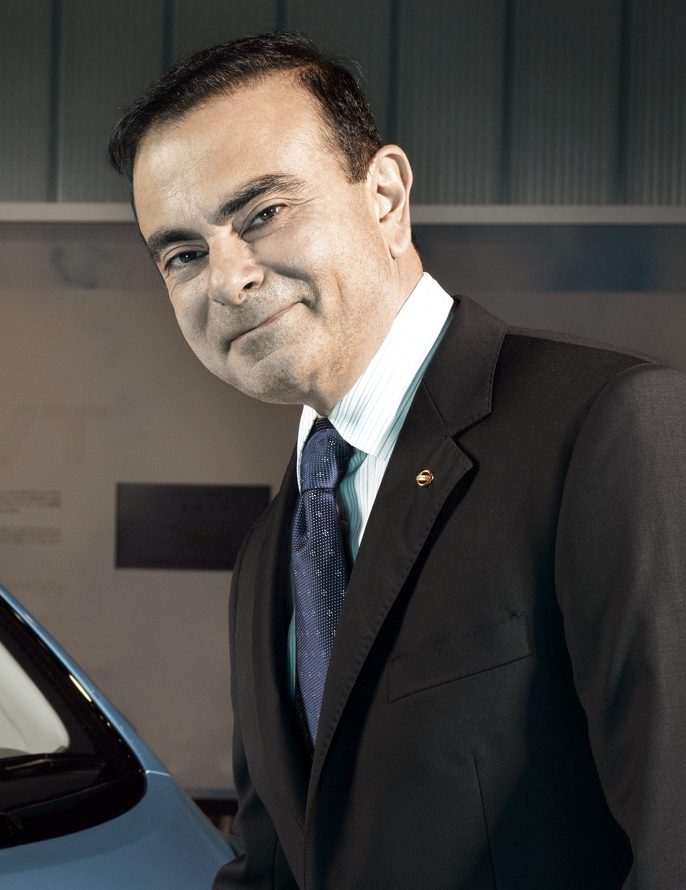
2010년

카를로스 곤(프랑스어: Carlos Ghosn, 1954년 3월 9일 ~ )은 브라질과 레바논 출신의 프랑스 기업인이다. 레바논 혈통인 레바논-브라질 이중국적 아버지와 나이지리아에서 태어난 레바논 혈통 레바논인 어머니 사이에서 출생해 삼중국적을 가지고 있다. 유아기는 브라질에서 보내다가 6살때 레바논으로 이주해 성장하였고, 중고등학교를 레바논에서 마친 뒤, 그랑제콜 준비반에 가기 위해 프랑스로 가서 에콜 폴리테크닉과 파리국립고등광업학교을 졸업한 1978년 미쉐린에 입사한 이후 1989년 미슐랭 북미 지사장을 거치면서 1990 미슐랭이 굿드리치 타이어를 병합하여 세계 최대 타이어 회사가 되는데 큰 기여를 하였고 그후 미슐랭을 떠나 1998년 르노에 입사했다. 르노-닛산 연합 이후 닛산의 개혁을 이끌었다.
2018년 일본에서 배임혐의를 받고 구속되었으나, 탈출 계획을 세우고 2019년 말 출국에 성공하여 레바논 베이루트로 입국하였다.